# Marais tufeux du Châtillonnais
Les marais tufeux du Châtillonnais sont des marais calcicoles de surfaces restreintes, très dispersés et localisés en bas de pente et en fonds de vallons calcaires, du canton de Châtillon-sur-Seine, dans le nord de la Côte-d'Or en France, au niveau d'émergence de sources et de suintements à proximité de ruisseaux.

## Description
Les marais tufeux du Châtillonnais, malgré les pressions de la sylviculture et des activités agricoles, sont restés dans un bon état de conservation. Ces marais calcicoles constituent un biotope très particulier peuplés de communautés végétales originales.

### Flore
Les conditions climatiques du Châtillonnais favorisent le maintien d'espèces à affinité montagnarde ou boréale comme la swertie perenne, l’orchis incarnat, l’épipactis des marais et le choin ferrugineux rares en plaine et protégés en France et des espèces très rares en marais tufeux telles que la drosera à feuilles rondes y sont recensées.

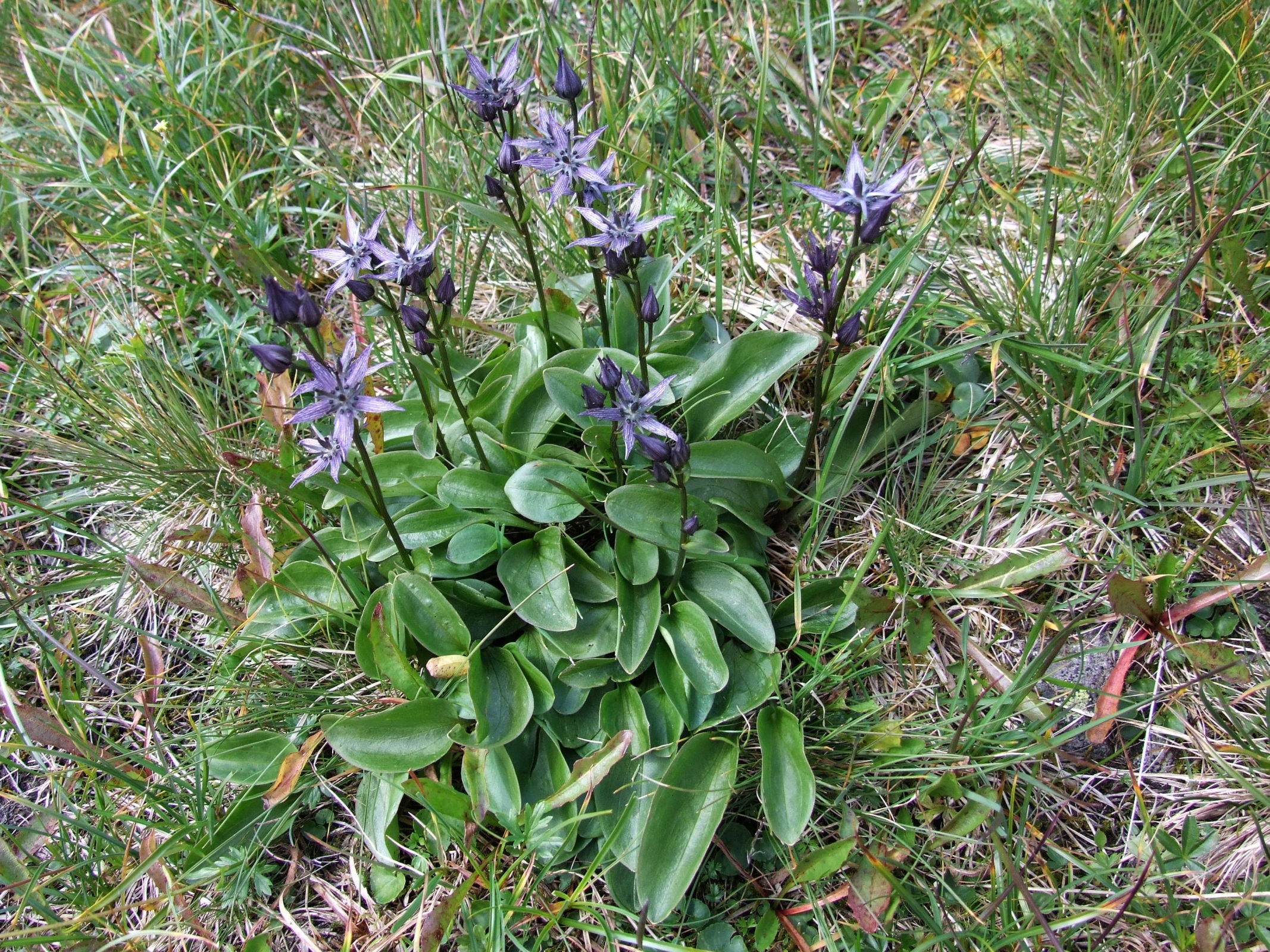
Swertie.
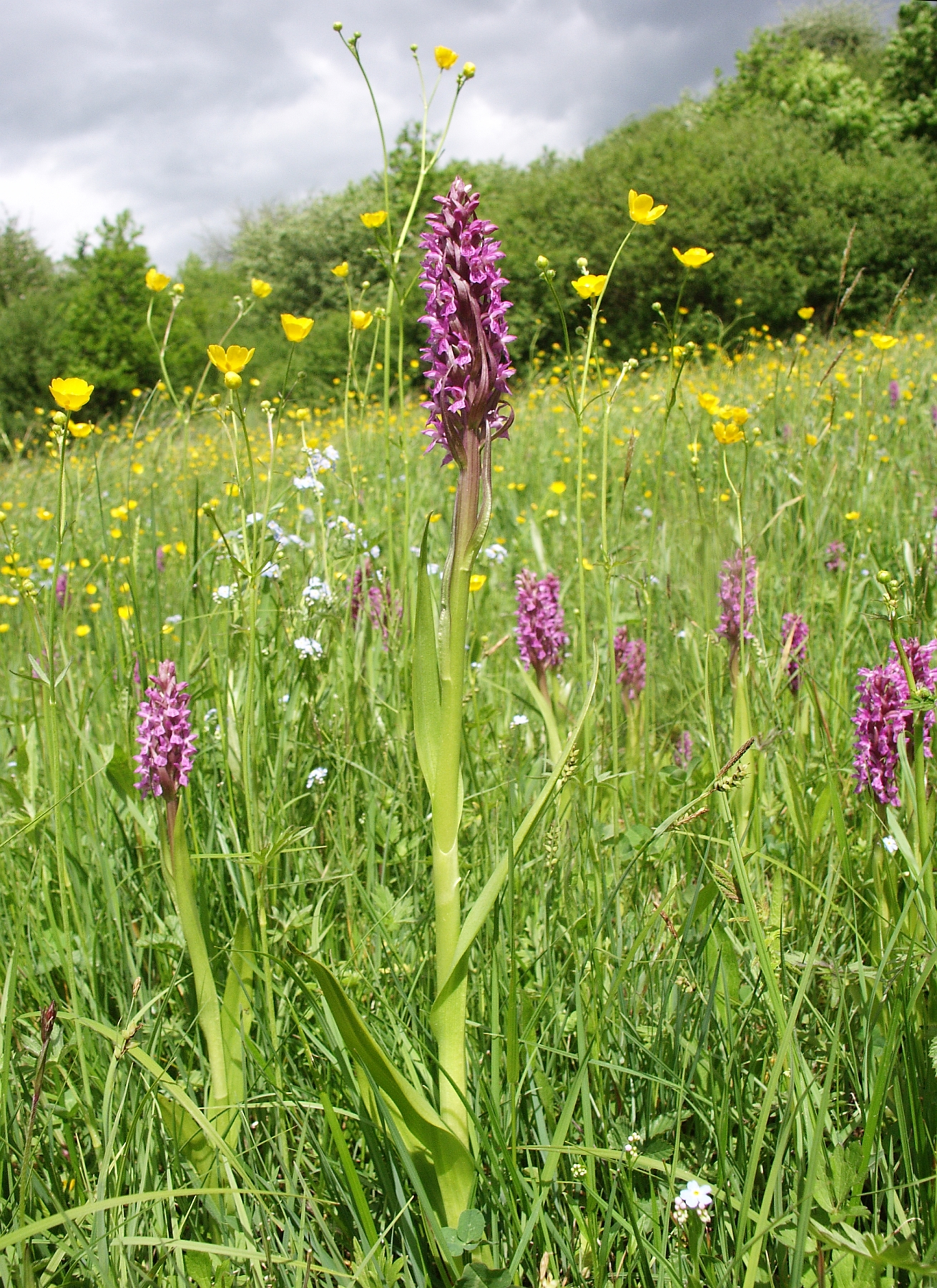
Orchis incarnat.
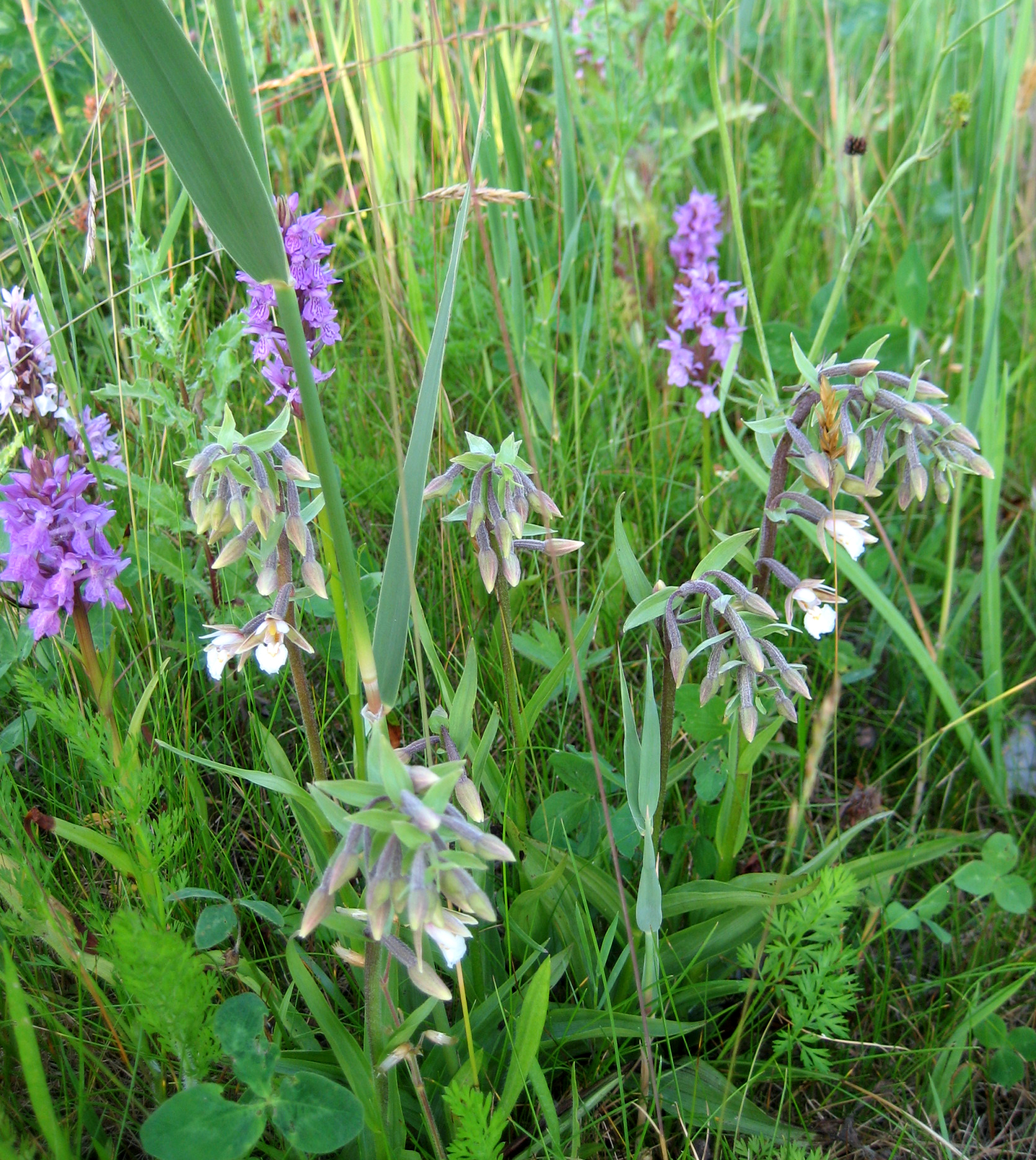
Epipactis mêlé à des orchis.
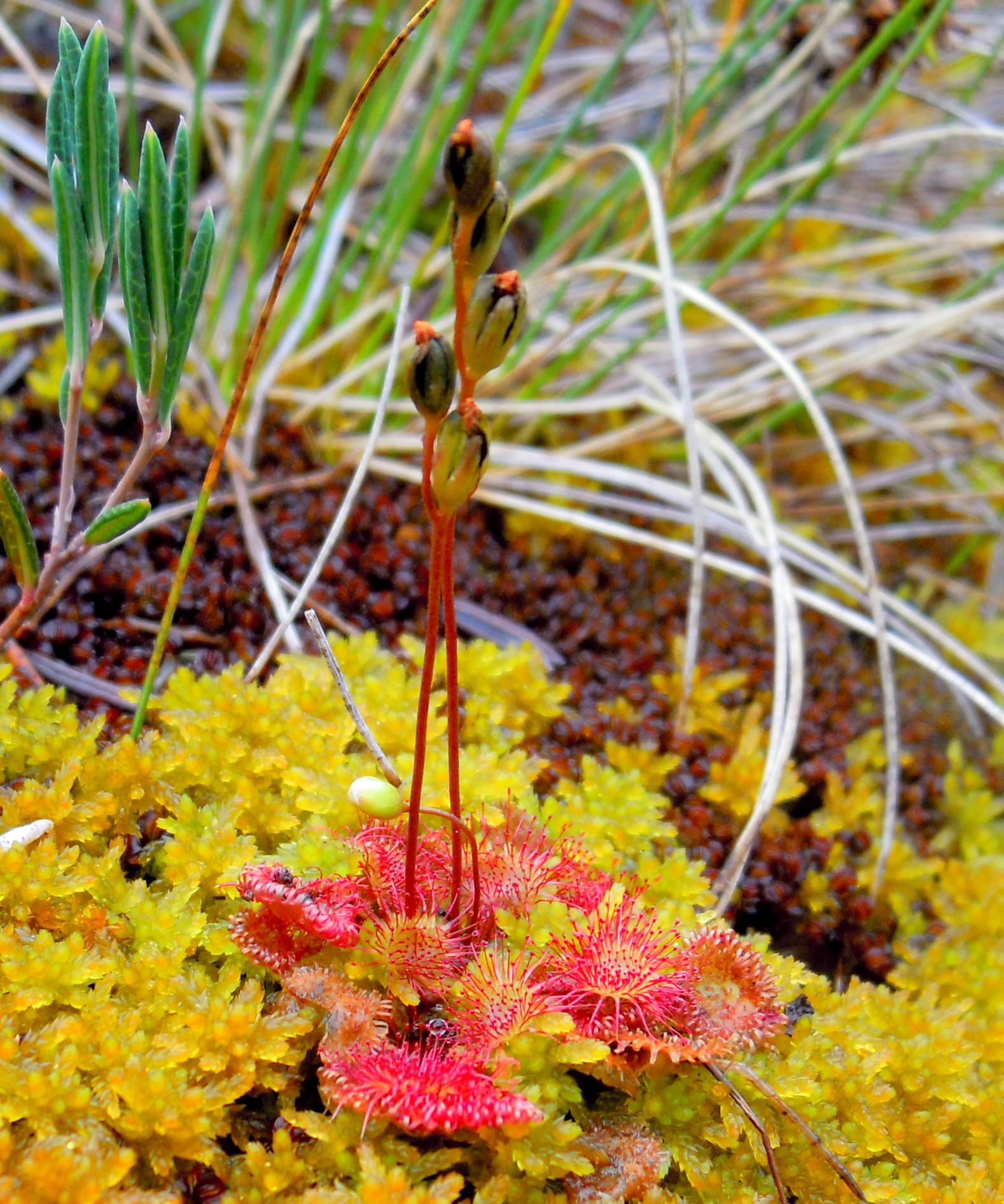
Drosera.

### Faune
Certains de ces marais sont traversés par des petits ruisseaux aux eaux claires, bien oxygénées et de bonne qualité, favorables à l'écrevisse à pattes blanches (espèce protégée en danger de disparition), la loche de rivière, au chabot et à la truite ; espèces indices d'un bon état des eaux.

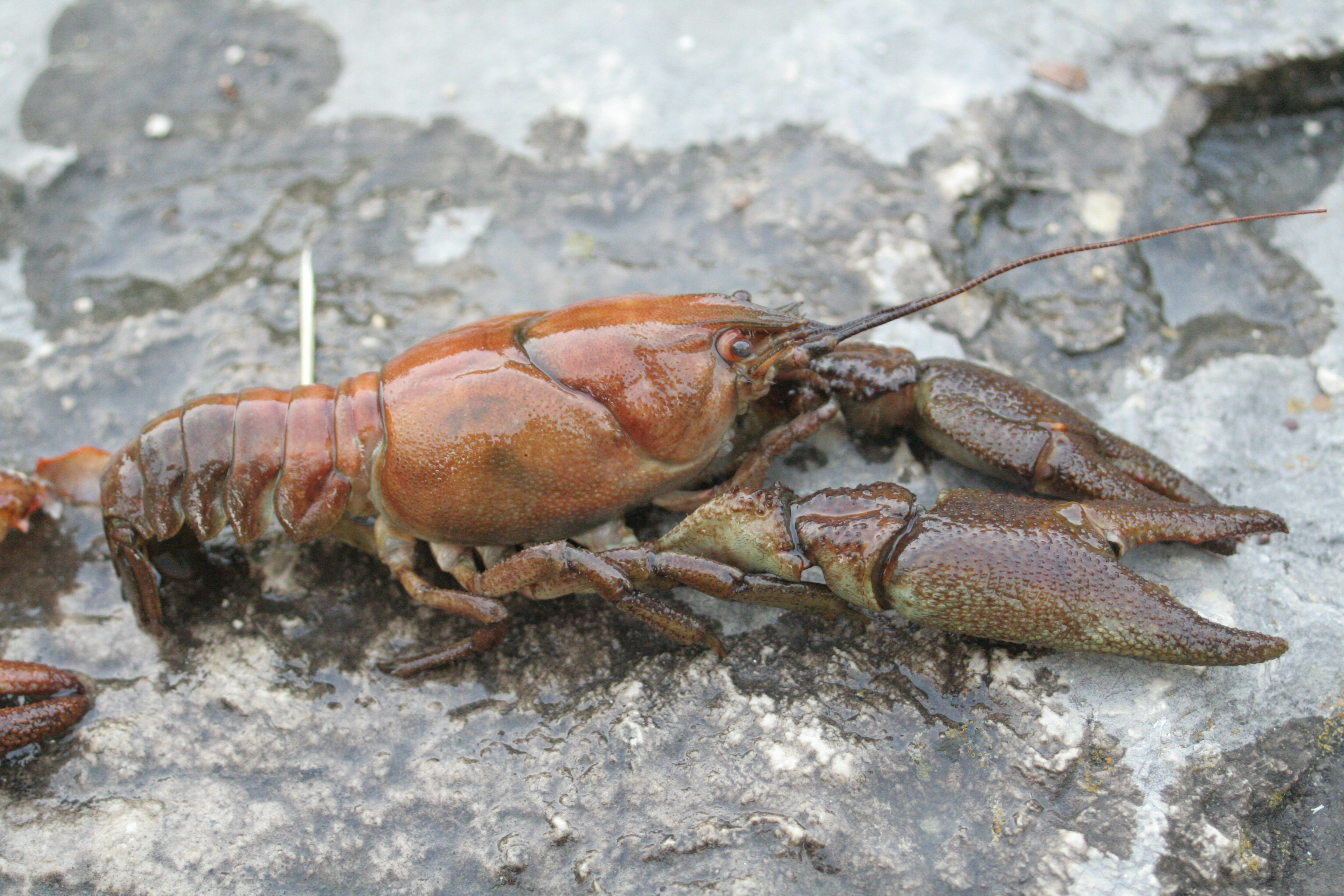
Écrevisse.
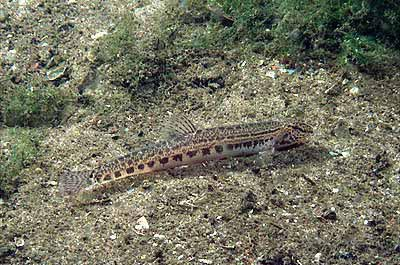
Loche, dite Moutelle.
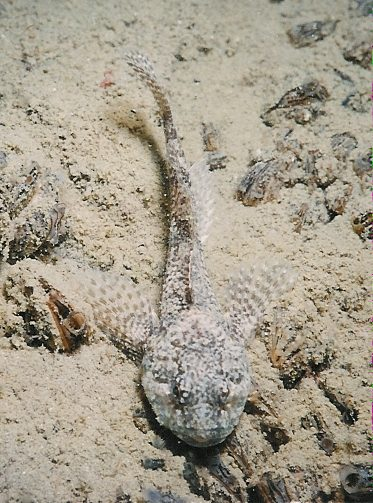
Chabot, dit Cafard.
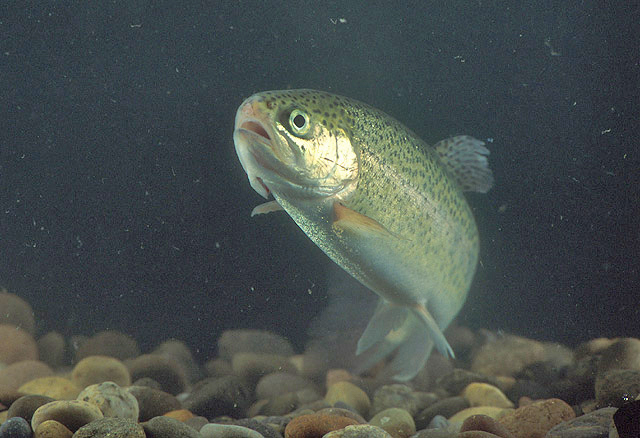
Truite.

## Protection
Les marais tufeux du Châtillonnais sont classés Sites d'Importance Communautaire Natura 2000 en 2012. Deux marais sont protégées : celui de la Gorgeotte par un arrêté préfectoral de protection de biotope et celui du Cônois par le Conservatoire d'espaces naturels de Bourgogne.

## Liste de marais tufeux

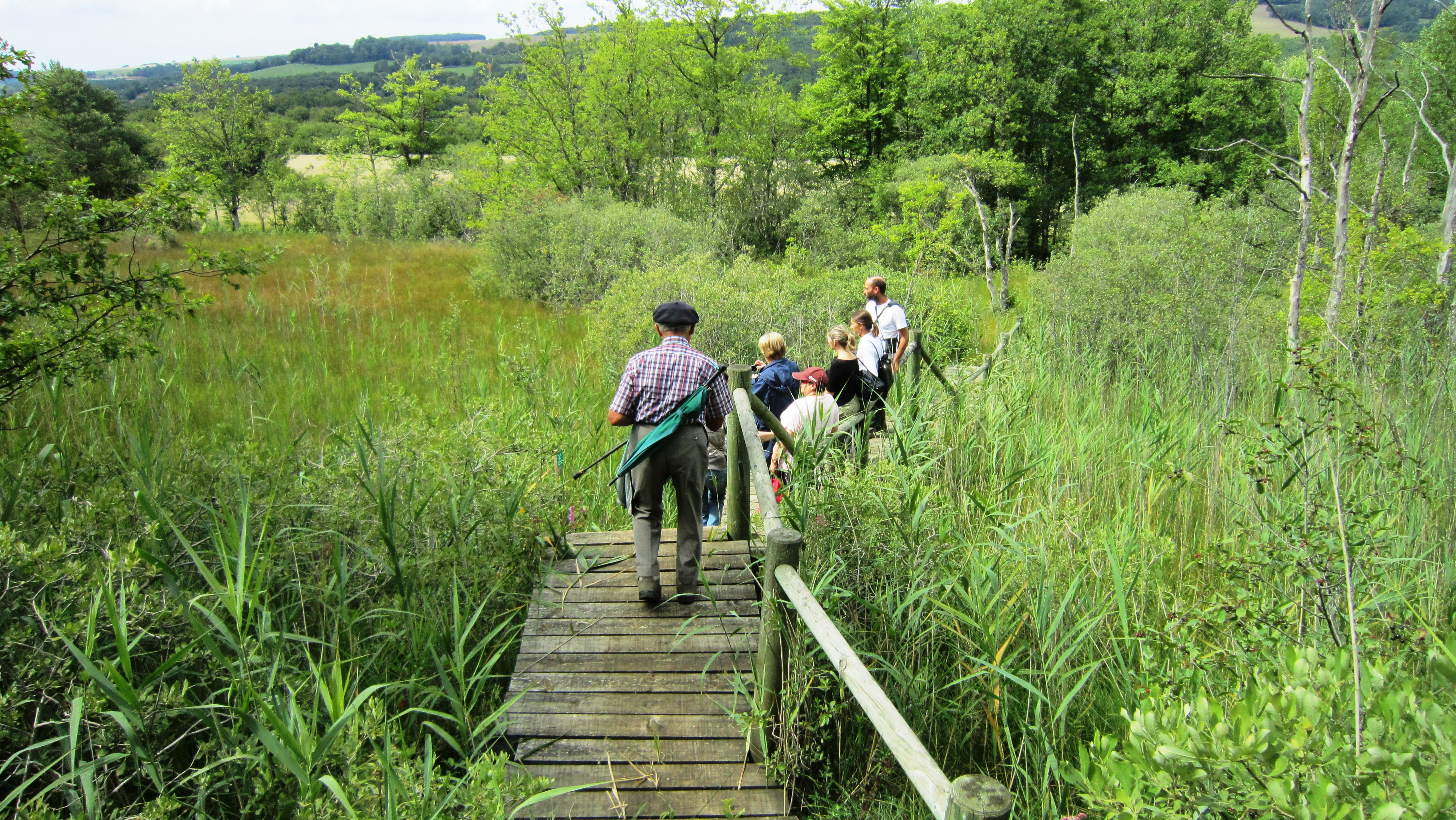
Parcours aménagé dans le marais collinaire du Cônois.

- La combe des Roches
- Le marais du Cônois[5] à Bure-les-Templiers
- Les marais de la Fossilière[6] et de la Lochère[7] à Échalot
- Le vallon de Pré Mous[8] à Chaugey
- Le marais de la Georgotte[5] à Lignerolles
- Le creux de Vaulemain à Recey-sur-Ource
- La combe Mignot à Moitron
- Les combes Baudot et Noire en forêt de Châtillon,
- La combe Vauvarnier et le site de Valverset à Leuglay[9].

Des circuits balisées avec visites accompagnées et commentées par des guides de pays permettent de découvrir certains d'entre eux auxquels sont assimilés des sites de Haute-Marne, en particulier :
- Le val Clavin à Auberive et
- Le marais Vaucher à Rochetaillée.